# Prix Anna-de-Noailles
Le prix Anna-de-Noailles est un prix de l'Académie française annuel de littérature et de philosophie, constitué en 1994 par regroupement des fondations et des prix Alice-Louis-Barthou, Jules-Favre, Marcelle-Dumas-Millier et Anaïs-Ségalas et « destiné à une femme de lettres »,.
Anna de Noailles (1876-1933) est une poétesse et une romancière française d'origine roumaine.

## Liste des lauréates

### Années 1990
- 1995 : 
  - Isabelle Jarry pour L'Archange perdu
  - Odette Joyeux pour Entrée d'une artiste
- 1996 : Noëlle Châtelet pour La Dame en bleu
- 1997 : Claude Delay pour Marina Tsvetaieva. Une ferveur tragique
- 1998 : 
  - Régine Detambel pour Elle ferait battre les montagnes
  - Lorraine Fouchet pour Château en Champagne
- 1999 :
  - Christiane Baroche pour Petit traité de mauvaises manières
  - Jacqueline Harpman pour L'Orage rompu

### Années 2000
- 2000 : Christiane Singer pour Éloge du mariage, de l'engagement et autres folies
- 2001 : Maryline Desbiolles pour Le Petit Col des loups
- 2002 : Dominique Schneidre pour Fortune de mère
- 2003 : Marianne Bourgeois pour Monsieur Sié
- 2005 : Christine Jordis pour Une passion excentrique
- 2006 : Béatrice Mousli (1966-....) pour Max Jacob
- 2007 : Eva Kristina Mindszenti (1974-....) pour Les Inattendus
- 2008 : Marie Billetdoux pour C'est fou, une fille
- 2009 : Anne-Marie Garat pour L'Enfant des ténèbres

### Années 2010
- 2010 : Francine de Martinoir pour L'Aimé de juillet
- 2011 : Colombe Schneck pour Une femme célèbre
- 2012 : Viviane Forrester pour Rue de Rivoli et Dans la fureur glaciale
- 2013 : Dominique Eddé pour Kamal Jann
- 2014 : Agnès Desarthe pour Comment j'ai appris à lire
- 2015 : Élisabeth de Fontenay pour La Prière d'Esther
- 2016 : Sylvie Caster pour L'Homme océan
- 2017 : Nathacha Appanah pour Tropique de la violence
- 2018 : Laure Buisson pour Pour ce qu'il me plaist. Jeanne de Belleville, la première femme pirate
- 2019 : Paule du Bouchet pour Debout sur le ciel

### Années 2020
- 2020 : Anne Gallois (1942-....) pour Mes Trente Glorieuses
- 2021 : Tiphaine Samoyault pour Traduction et violence
- 2022 : Isabelle Dangy pour Les Nus d’Hersanghem
- 2023 : Clémentine Dabadie pour DOG
- 2024 : Violaine Huisman pour Les monuments de Paris